# 나카무라 요시로
나카무라 요시로(일본어: 中村 祥朗, 1979년 10월 17일 ~ )는 일본의 전 축구 선수이다.

## 구단 경력
과거 가시마 앤틀러스, 오이타 트리니타, 산프레체 히로시마, 사간 도스에서 활동하였다.